# Hermann Scharf
Hermann Scharf (* 15. Januar 1889 in Eisleben; † nach 1950) war ein deutscher Politiker (LDP(D)). Er war von 1946 bis 1950 Landtagsabgeordneter in Sachsen-Anhalt. Im März 1950 legte er sein Landtagsmandat nieder.

## Leben
Scharf ergriff nach seinem Abitur den Beruf des Kaufmanns. Er war Großhändler in Delitzsch. Nach dem Ende des Zweiten Weltkriegs wurde Scharf Mitglied der LDP war Vorsitzender der LDP-Delitzsch. Bei der Landtagswahl in Sachsen-Anhalt 1946 erlangte er ein Landtagsmandat. Im Parlament gehörte er dem Wirtschaftsausschuss an. Am 30. März 1950 legte er sein Mandat nieder, nachdem ihm der Kreisausschuss des Demokratischen Blocks sein Misstrauen ausgesprochen hatte.